# Барон Лайл

Герб де Лайл из Ружемонта

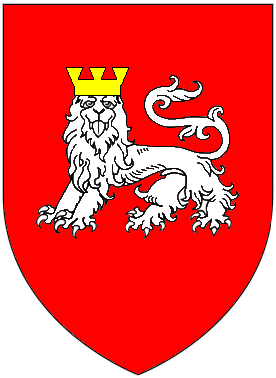
Герб де Лайл из Кингстон Лайл

Герб Элизабет де Беркли, баронессы Лайл

Герб рода Тальбот, баронов и виконтов Лайл

Герб Греев, баронов и виконтов Лайл

Барон Лайл — наследственный титул, созданный пять раз в системе Пэрства Англии в период средневековья и Тюдоров. Первые креации 1299 и 1311 годов были созданы для семьи Лайл из Ружемонта. Креация 1357 года была создана для Лайлов из Кингстон Лайл, младшей ветви Лайлов из Ружемонта. Роберт де Лайл из Ружемонта женился на Алисе Фицджеральд, внучке Генри I Фицджеральда (ум. ок. 1173), наследнице Кингстона в приходе Спаршолт в Беркшире. В 1269 году Алиса передала поместье Кингстон младшему сыну Джеральду I де Лайлу. Внук Джеральда I, Джеральд II де Лайл (1305—1360), получил титул барона Лайла в 1357 году.
В 1758 году титул барона Лайла был создан в шестой раз в системе Пэрства Ирландии. Джон Лайсетт (1702—1781) получил титул барона Лайла из Маунтнорта в графстве Корк. Ранее он представлял Шарлевиль в Ирландской палате общин (1727—1758).
По состоянию на 2024 год носителем титула являлся его потомок, Николас Джеффри Лайсетт, 9-й барон Лайл (род. 1960), который наследовал своему отцу в 2003 году.

## Бароны Лайл, первая креация (29 декабря 1299)
- 1299—1304: Джон де Лайл, 1-й барон Лайл (умер 1304)
- 1304—1337: Джон де Лайл, 2-й барон Лайл (1281—1337)

## Бароны Лайл из Ружемонта, вторая креация (19 декабря 1311)
- 1311—1343: Роберт де Лайл, 1-й барон Лайл (20 января 1288 — 4 января 1343), сын сэра Варина де Лайла
- 1343—1355: Джон де Лайл, 2-й барон Лайл (1318 — 14 октября 1355), старший сын предыдущего
- 1355—1399: Роберт де Лайл, 3-й барон Лайл (6 мая 1334—1399), старший сын предыдущего.
- 1399—1428: Уильям де Лайл, 4-й барон Лайл (умер не позже 1428 года), младший брат предыдущего.

## Бароны Лайл из Кингстон Лайл, третья креация (15 декабря 1357)
- 1357—1360: Джерард де Лайл, 1-й барон Лайл (1305 — 9 июня 1360), сын сэра Уорина де Лайла из Кингстон Лайла (умер в 1321)
- 1360—1382: Уорин де Лайл, 2-й барон Лайл (1333 — 28 июня 1382), сын предыдущего от первого брака
- 1382—1392: Маргарет де Лайл, 3-я баронесса Лайл (1360—1392), единственная дочь предыдущего
- 1392—1422: Элизабет де Беркли, 4-я баронесса Лайл (примерно 1386 — 28 декабря 1422), единственная дочь предыдущей и Томаса де Беркли, 5-го барона де Беркли (1352—1417)

## Бароны Лайл, четвертая креация (26 июля 1444)
- 1444—1453: Джон Толбот, 1-й виконт Лайл (1426 — 17 июля 1453), старший сын Джона Толбота, 1-го графа Шрусбери (умер в 1453), и его второй жены Маргарет Бошан (1404—1468), виконт Лайл с 1451 года
- 1453—1470: Томас Толбот, 2-й виконт Лайл (1443 — 20 марта 1470), единственный сын предыдущего
- 1475—1487: Элизабет Толбот, 3-я баронесса Лайл (умерла в 1487), сестра предыдущего
  - Эдуард Грей, 1-й виконт Лайл (умер 1492), муж предыдущей, младший сын сэра Эдварда Грея (ок. 1415—1457) и Элизабет Феррерс, 6-й баронессы Феррерс из Гроби (1419—1483), внук Реджинальда Грея, 3-го барона Грея из Ратина
- 1492—1504: Джон Грей, 4-й барон Лайл (1481 — 9 сентября 1504), старший сын предыдущих
- 1504—1519: Элизабет Грей, 5-я баронесса Лайл (25 марта 1505—1519), дочь Джона Грея, 2-го виконта Лайла
- 1519—1525: Элизабет Грей, 6-я баронесса Лайл (ок. 1483 — ок. 1525), тетка предыдущей, дочь Эдуарда Грея, 1-го виконта Лайла, и Элизабет Толбот, дочери Джона Толбота, 1-го виконта Лайла.

## Бароны Лайл, пятая креация (25 декабря 1561)
- 1561—1590: Амброуз Дадли, 1-й барон Лайл и 3-й граф Уорик (ок. 1530 — 21 февраля 1590), четвертый сын сэра Джона Дадли, затем виконта Лайла, графа Уорвика и герцога Нортумберленда (1502—1553), и Джейн Гилфорд (1508/1509-1555).

## Бароны Лайл, шестая креация (18 сентября 1758)
- 1758—1781: Джон Лайсетт, 1-й барон Лайл[англ.] (1702 — 15 июня 1781), сын полковника Николаса Лисахта, внук Джона Лисахта
- 1781—1798: Джон Лайсетт, 2-й барон Лайл (1729 — 9 января 1798), старший сын предыдущего
- 1798—1834: Джон Лайсетт, 3-й барон Лайл (6 августа 1781 — 26 ноября 1834), старший сын предыдущего
- 1834—1868: Джордж Лайсетт, 4-й барон Лайл (6 июня 1783 — 7 июля 1868), младший брат предыдущего
- 1868—1898: Джон Артур Лайсетт, 5-й барон Лайл (12 октября 1811 — 18 апреля 1898), единственный сын предыдущего от первого брака
- 1898—1919: Джордж Уильям Джеймс Лайсетт, 6-й барон Лайл (20 января 1840 — 25 февраля 1919), второй сын предыдущего
- 1919—1997: Джон Николас Хорас Лайсетт, 7-й барон Лайл (10 августа 1903 — 29 декабря 1997), старший сын достопочтенного Хораса Джорджа Лайсетта (1873—1918), внук 6-го барона Лайла
- 1997—2003: Патрик Джеймс Лайсетт, 8-й барон Лайл (1 мая 1931 — 11 ноября 2003), старший сын Хораса Джеймса Уильяма Лайсетта (1908—1977), внук достопочтенного Хораса Джорджа Лайсетта (1873—1918), правнук 6-го барона Лайла
- 2003 — настоящее время: Николас Джеффри Лайсетт, 9-й барон Лайл (род. 20 мая 1960), старший сын предыдущего
  - Наследник титула: достопочтенный Дэвид Джеймс Лайсетт (род. 10 августа 1963), младший брат предыдущего
    - Наследник наследника: Джордж Габриэль Эбботт Лайсетт (род. 10 августа 1997), старший сын предыдущего.